# Alois Seiler (Historiker, 1909)
Alois Seiler (* 7. März 1909 in Horchheim bei Worms; † 7. Oktober 1997 in Wiesbaden) war ein deutscher Historiker und Pädagoge.

## Leben
Alois Seiler studierte von 1928 bis 1932 Geschichte, Germanistik und Anglistik an den Universitäten Gießen, Innsbruck und München. Ab 1932 war er Lehramtsreferendar am Realgymnasium Gießen und am Gymnasium Mainz. 1934 Promotion in Gießen bei Theodor Mayer mit einer Dissertation über Das Hochstift Worms im Mittelalter. Von 1934 bis 1938 unterrichtete er als Studienassessor an katholischen Privatschulen in Mainz, zunächst am Progymnasium Theresienheim der Johannes-Missionare und danach bis zur Schließung 1938 an der bischöflichen St. Marienschule. Anschließend war bis 1939 Lehrer an staatlichen Schulen in Bad Nauheim und Bad Wimpfen und von 1939 bis 1941 Lehrer an der privaten Hermann-Lietz-Schule Haubinda. 1941 wurde Seiler zum Wehrdienst eingezogen. Nach Kriegsende war er von 1945 bis 1947 Studienrat am Gymnasium in Worms. 1947 war er Gründungsmitglied der Gesellschaft für mittelrheinische Kirchengeschichte. Im selben Jahr wurde er als Dozent für Geschichte und Gemeinschaftskunde an das Pädagogische Institut in Weilburg/Lahn berufen. 1961 wurde er zum außerordentlichen Professor ernannt. Von 1961 bis 1963 war er im Auftrag der UNESCO als Experte für Lehrerbildungs- und Volksschulfragen Berater der Zentralregierung der Bundesrepublik Kongo in Léopoldville. Zum Jahresende 1963 wurde das Pädagogische Institut Weilburg nach Gießen verlegt und in Hochschule für Erziehung (HfE) umbenannt. Ab 1964 hatte Seiler an der HfE Gießen kommissarisch den Lehrstuhl für Didaktik der Sozialkunde inne. Von 1966 bis zu seinem Ruhestand 1973 war er Lehrbeauftragter für Didaktik der Geschichte und Sozialkunde an der HfE Gießen.
Die Literaturwissenschaftlerin und Publizistin Almut Seiler-Dietrich ist seine Tochter.

## Schriften
Neben einer kleinen Zahl landesgeschichtlicher Beiträge hat Seiler vor allem Aufsätze zur Pädagogik und Didaktik des Geschichts- und Sozialkundeunterrichts veröffentlicht. Im Jahr 1960 publizierte Seiler unter dem Titel Unbewältigte Vergangenheit eine für den Schulunterricht aufbereitete Dokumentation über die NS-Diktatur. Dieses Buch erlebte noch im selben Jahr fünf Auflagen. Als 6. Auflage erschien 1962 eine Neubearbeitung mit dem geänderten Titel Zeitgeschichte und wir, die bis 1967 mehrmals neu aufgelegt wurde. Seiler veröffentlichte schließlich 1972 eine zeitlich weitergefasste Dokumentation Geschichte unserer Zeit. Berichte, Dokumente, Bilder, 1917–Gegenwart.

### Ausgewählte Veröffentlichungen
- Das Hochstift Worms im Mittelalter (= Der Wormsgau. Beiheft 4). Worms 1936 (Phil. Diss. Gießen 1934).
- Die Wormser Mauerbauordnung. In: Der Wormsgau. Band 2 (1934/1943), S. 22 f.
- Das Weistum der Dörfer Roxheim, Bobenheim, Mörsch, Horchheim, Weinsheim und Wiesoppenheim. In: Der Wormsgau. Band 2 (1934/1943), S. 297–300.
- Die Besitzungen des Hochstifts Worms nördlich des Maines. In: Der Wormsgau. Band 3 (1951/1958), S. 126–131.
- Unbewältigte Vergangenheit. Berichte, Dokumente und Bilder zu unserer jüngsten Geschichte. Unter Mitwirkung von Hans Möbus. Frankfurt am Main/München 1960.
- Alois Seiler, Karl Borcherding: Zeitgeschichte und wir. Berichte, Dokumente, Bilder zur jüngsten Vergangenheit. München 1962 (weitere Auflagen: 1963, 1964 und 1967).
- Wie sieht es am Kongo wirklich aus? In: Neues Afrika. Monatsschrift für Politik, Wirtschaft und Kultur im neuen Afrika. 6. Jahrgang, Heft 1 (Januar). Pfaffenhofen an der Ilm 1964, S. 27–28.
- Marcel Boogaerts, Martin Bruch, Alois Seiler: Bibliographien zu Erziehung, Politik und Geschichte im Kongo-Kinshasa (= Arnold-Bergstraesser-Institut für Kulturwissenschaftliche Forschung. Materialien. Erziehung und Politik in Afrika. Band 7). Freiburg im Breisgau 1969.
- Die Behandlung des Völkerbunds im Geschichtsunterricht der Weimarer Zeit. In: Geschichte in Wissenschaft und Unterricht. Band 22, 1971, S. 193–211.
- Geschichte unserer Zeit. Berichte, Dokumente, Bilder, 1917–Gegenwart. München 1972 (neue Auflage: 1978).